# Дом «Слово» (фильм, 2017)
«Дом „Сло́во“» (укр. Будинок «Слово») — украинский полнометражный документальный фильм 2017 года, снятый режиссером Тарасом Томенко. Украинская премьера фильма состоялась 27 октября 2017 года в Харькове.
В 2017 году фильм принимал участие в официальной конкурсной программе Варшавского международного кинофестиваля. В 2018 году лента получила украинскую национальную кинопремию «Золотой волчок» в категории «Лучший документальный фильм».

## Сюжет

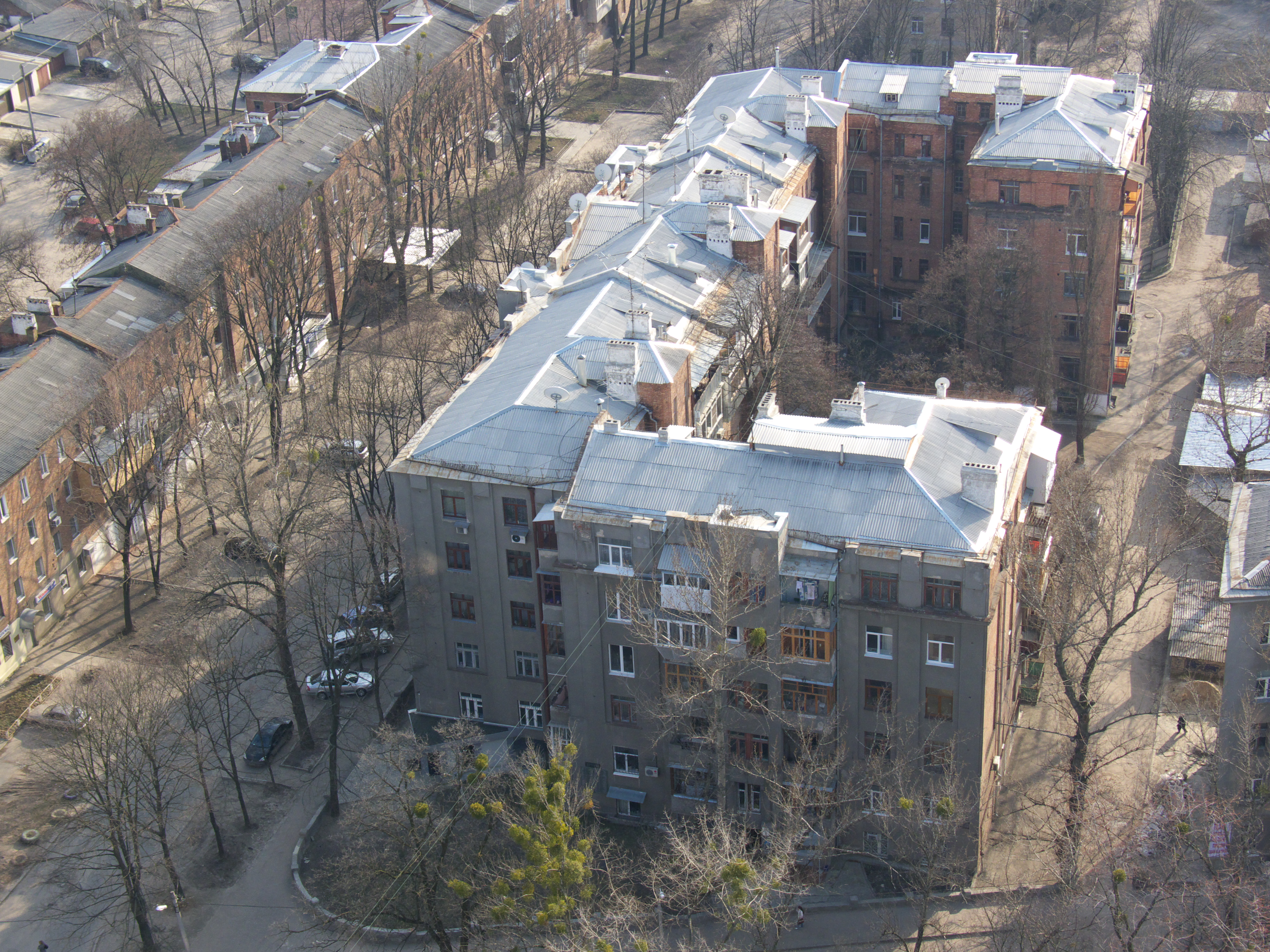
По задумке автора, здание имеет вид буквы «С» при взгляде с воздуха. 2008 год.

В конце 1920-х годов в Харькове, тогда столице Украинской ССР, с ведома Сталина возводят дом для украинских писателей и других деятелей культуры союзной республики. Здание спроектировал городской архитектор Харькова Михаил Дашкевич. Здесь предусмотрено всё для удобства жителей: просторные светлые комнаты, высокие потолки, большие окна. Рядом разбили сквер для отдыха жильцов. Шестьдесят четыре комфортабельные квартиры, столовая, солярий, обслуживающий персонал — настоящий рай для создателей литературы. В новостройку дома литератора заселили десятки гениальных украинских писателей, поэтов, художников, сценаристов, актёров. Под одну крышу переезжают Микола Хвылевой, Остап Вишня, Михайль Семенко, Анатолий Петрицкий, Антон Дикий и другие.
Но этот рай оснащается специальной системой наблюдения и сетью агентов, благодаря которым литераторов держат под контролем советские спецслужбы. В частности, на некоторых писателей доносят собственные жёны-агенты, на некоторых — служанки. Также находятся под контролем все, кто посещает этот дом, в том числе Бертольт Брехт, Теодор Драйзер, Бруно Ясенский, которые приезжают в Харьков на Международную конференцию революционных писателей 1930 года. Украинские писатели наблюдают последствия Голодомора, в результате чего ситуация обостряется.
Некоторые писатели совершают самоубийство, некоторые попадают в сумасшедший дом. Во время сталинских репрессий были арестованы жители сорока квартир из шестидесяти трех. Вскоре дом получает новое название — «Крематорий» или ДПЗ — «дом предварительного заключения».

## Производство

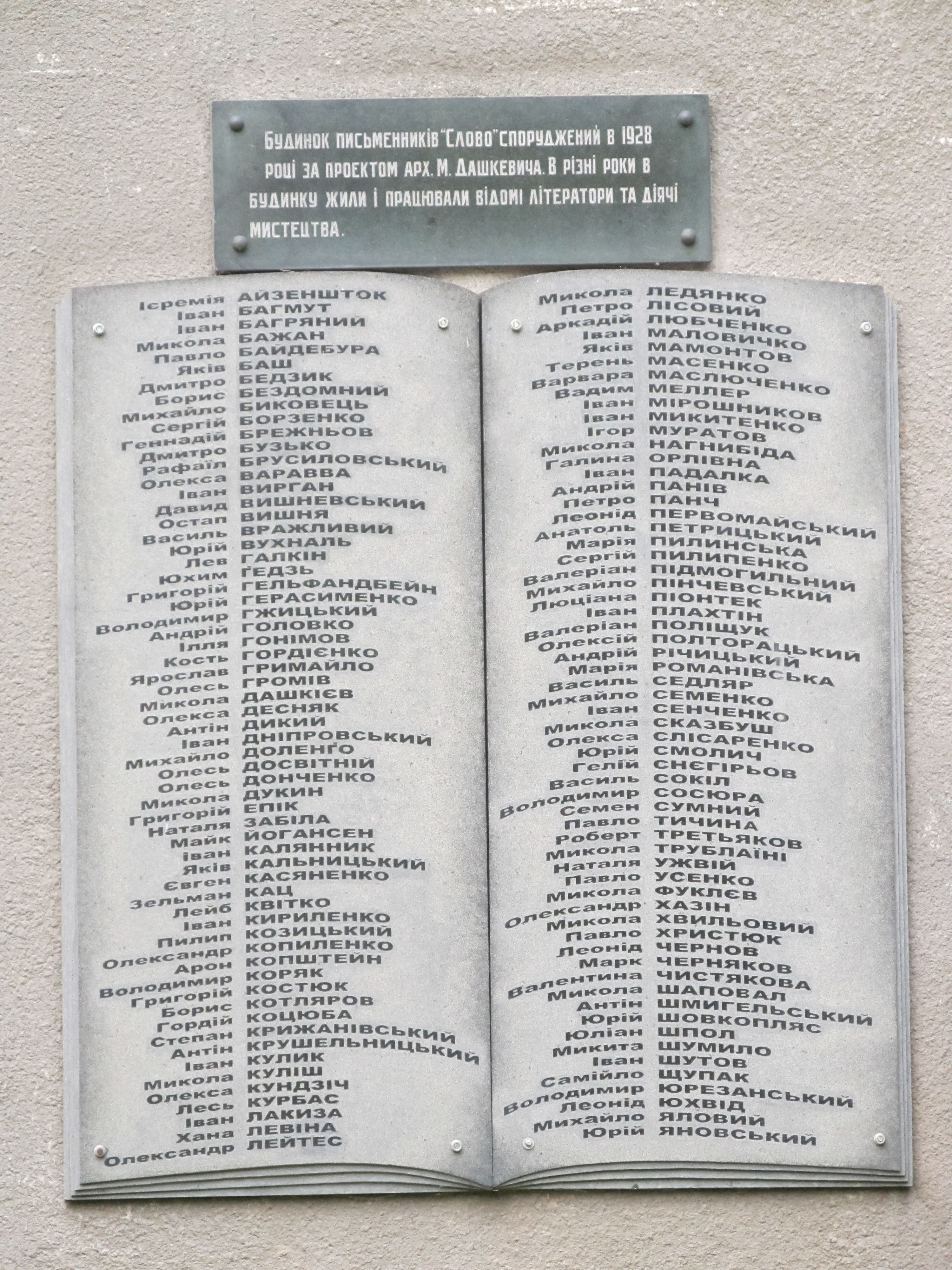
Мемориальная табличка на доме со списоком писателей и деятелей искусства, живших в доме.

Проект фильма стал одним из победителей 7-го конкурсного отбора Государственного агентства Украины по вопросам кино (Госкино). Фильм получил государственную финансовую поддержку в размере 800 тысяч гривен. Общая стоимость производства ленты составляет 1,2 миллиона гривен. Лента создавалась компанией «Fresh Production Group» при поддержке Госкино. Съёмки картины продолжались около трёх лет.

### Актёры озвучания
Фильм озвучивали актёры: Борис Георгиевский, Ганна Левченко, Михаил Вознюк, Ольга Радчук, Сергей Солопай, Александр Завальский.

### Съёмочная группа
- Авторы сценария — Любовь Якимчук, Тарас Томенко[укр.]
- Режиссёр-постановщик — Тарас Томенко
- Продюсеры — Юлия Чернявская, Олег Щербина
- Асоциированный продюсер — Юрий Павленко
- Операторы — Тарсас Томенко, Александр Якимчук
- Композитор — Алла Загайкевич
- Консультант — Ярина Цимбал[укр.]
- Звукорежиссёр — Катерина Герасимчук

## Прокат
Телевизионная премьера фильма состоялась 17 мая 2018 года на телеканале «Украина». Также фильм был выпущен на платформах iTunes, Google Play, Prime Video, Vimeo и Megogo.

## Рецензии
Украинские кинокритики и киноэксперты положительно отозвались о фильме. Глава Госкино Филипп Ильенко похвалил ленту и отметил, что перед началом съёмок фильма создатели провели серьёзную работу с архивами, что помогло им найти новые, до этого не обнародованные, уникальные факты. Ильенко также похвалил художественное мастерство ленты. По его мнению, авторам удалось органично соединить современное и архивное видео. Обозреватель издания «Тексты» также одобрительно отозвался о ленте, похвалив её просветительскую составляющую, что будет способствовать возвращению этих репрессированных украинских художников в наше публичное пространство.

## Награды и номинации
| Список наград и номинаций | Список наград и номинаций                   | Список наград и номинаций   | Список наград и номинаций | Список наград и номинаций | Список наград и номинаций |
| Год                       | Кинофестиваль / Кинопремия                  | Категория                   | Номинант(ы)               | Результат                 | И                         |
| ------------------------- | ------------------------------------------- | --------------------------- | ------------------------- | ------------------------- | ------------------------- |
| 2017                      | Варшавский международный кинофестиваль      | Лучший документальный фильм | Будинок «Слово»           | Номинация                 | [ 12 ]                    |
| 2018                      | Премия «Золотой волчок»                     | Лучший документальный фильм | Будинок «Слово»           | Победа                    | [ 13 ] [ 4 ]              |
| 2018                      | Премия «Золотой волчок»                     | Лучший композитор           | Алла Загайкевич           | Номинация                 | [ 13 ] [ 4 ]              |
| 2018                      | Национальная премия кинокритиков «Кинокруг» | Лучший документальный фильм | Будинок «Слово»           | Номинация                 | [ 14 ]                    |